# Saosin (album)
Saosin är debutalbumet från amerikanska post-hardcore-bandet Saosin. Den släpptes 26 september 2006. En "Limited Edition"-utgåva av albumet släpptes också och den innehöll en titt bakom kulisserna på inspelningen av albumet samt musikvideorna "Bury Your Head" (Saosin EP-versionen) och "Lost Symphonies" (från Translating the Name EP år 2003). Många av spåren är omgjorda versioner av låtar som kan hittas på Saosins demoskivor.

## Låtlista
1. "It's Far Better to Learn" – 3:54
2. "Sleepers" – 2:51
3. "It's So Simple" – 2:48
4. "Voices" – 3:37
5. "Finding Home" – 3:09
6. "Follow and Feel" – 3:19
7. "Come Close" – 3:15
8. "I Never Wanted To" – 3:29
9. "Collapse" – 3:15
10. "You're Not Alone" – 3:58
11. "Bury Your Head" – 3:34
12. "Some Sense of Security" – 4:00

- iTunes Bonusspår

1. "Let Go Control" – 2:58

- Exklusiv Best Buy Download

1. "Voices (Akustisk)" – 3:55

- Bonusvideor inkluderade på Limited Edition-utgåvans "Making of" DVD:

1. "Bury Your Head (Demoversion)" – 3:29
2. "Lost Symphonies (Live från the Glass House)" – 3:00

## I populärkultur
- ATV Offroad Fury Pro (2007) - "Sleepers"
- Burnout Dominator (2007) - "Collapse"
- Saw IV Soundtracket (2007) – "Collapse"
- Burnout Paradise (2008) - "Collapse"

## Kuriosa
- Albumet läckte ut på internet den 13 september, 2006
- Det är en atlasbagge på omslaget.
- "Sleepers" är den slutgiltiga versionen av "I Wanna Hear Another Fast Song" som fanns med på Saosin EP.
- "Follow and Feel" släpptes först på Saosins MySpace-profil under namnet "SHh".
- "Come Close" är den slutgiltiga versionen av "I've Become What I've Always Hated".[1]
- "I Never Wanted To" är den slutgiltiga versionen av "New Angel" som fanns med på Saosin EP.
- En instrumentalversion av "Collapse" läckte ut på internet som en del av Capitol Demos.
- "Bury Your Head" var från början med på Saosin EP.